# Bükkszenterzsébet
Bükkszenterzsébet je obec v Maďarsku v župě Heves.
Rozkládá se na ploše 24,86 km² a v roce 2024 zde žilo 962 obyvatel.